# Cantó de Montauban-de-Bretagne
El cantó de Montauban-de-Bretagne (bretó Kanton Menezalban) és una divisió administrativa francesa situat al departament d'Ille i Vilaine a la regió de Bretanya.

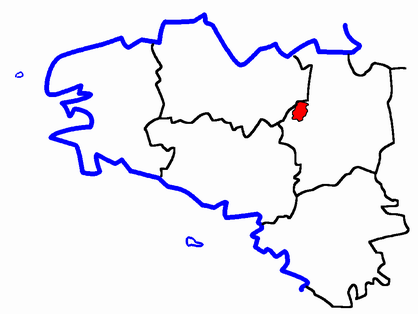
Situació del cantó

## Composició
El cantó aplega 8 comunes :
| Nom francès           | Nom bretó       | Població | km²    | Codi Postal | Codi INSEE |
| Boisgervilly          | Koad-Yarnvili   | 1.215    | 19,95  | 35360       | 35027      |
| La Chapelle-du-Lou    | Chapel-al-Loc'h | 376      | 7,28   | 35360       | 35060      |
| Landujan              | Landujan        | 683      | 14,32  | 35360       | 35143      |
| Le Lou-du-Lac         | Al Loc'h        | 100      | 3,18   | 35360       | 35158      |
| Médréac               | Mederieg        | 1.495    | 35,02  | 35360       | 35171      |
| Montauban-de-Bretagne | Menezalban      | 4.042    | 42,96  | 35360       | 35184      |
| Saint-M'Hervon        | Lanvaelvon      | 317      | 2,46   | 35360       | 35301      |
| Saint-Uniac           | Sant-Tewiniav   | 350      | 6,89   | 35360       | 35320      |
| Cantó                 | Menezalban      | 8.578    | 132,06 | -           | 3522       |

## Evolució demogràfica
| 1962  | 1968  | 1975  | 1982  | 1990  | 1999  |
| ----- | ----- | ----- | ----- | ----- | ----- |
| 6.965 | 7.042 | 7.131 | 7.794 | 8.232 | 8.578 |

## Història
| Data d'elecció                           | Identitat    | Partit | Qualitat |
| ---------------------------------------- | ------------ | ------ | -------- |
| 2001-                                    | Marie Daugan | UMP    |          |
| les dades anteriors no són pas conegudes |              |        |          |
|                                          |              |        |          |